# Fernando Cerchio
Fernando Cerchio, né le 7 août 1914 à Luserna San Giovanni (Italie) et mort le 19 août 1974 à Mentana (Italie), est un réalisateur, scénariste et monteur italien.

## Filmographie

### Réalisateur
- 1940 : Ritorno al vittoriale (court-métrage documentaire)
- 1941 : La fontana di Trevi (court-métrage documentaire)
- 1942 : Comacchio (documentaire)
- 1942 : La scuola del cinema (court-métrage documentaire)
- 1944 : La buona fortuna
- 1945 : Porte chiuse (it), coréalisé avec Carlo Borghesio
- 1945 : Aldo dice 26x1, coréalisé avec Carlo Borghesio
- 1947 : Ave Maria (documentaire)
- 1948 : Cenerentola (it)
- 1949 : Gian le contrebandier (it) (Gente così)
- 1951 : Brigade volante (Il bivio)
- 1952 : Le Fils de Lagardère (Il figlio di Lagardere)
- 1952 : Il bandolero stanco (it)
- 1953 : Lulù
- 1954 : Je t'attendrai toujours (it) (Addio mia bella signora)
- 1954 : Le Vicomte de Bragelonne (Il visconte di Bragelonne)
- 1955 : I quattro del getto tonante (it)
- 1956 : Le Fils du cheik (Gli amanti del deserto), coréalisé avec Gianni Vernuccio, Goffredo Alessandrini et León Klimovsky
- 1957 : Les Mystères de Paris (I misteri di Parigi)
- 1958 : Aphrodite, déesse de l'amour (La Venere di Cheronea), coréalisé avec Victor Tourjanski
- 1959 : Judith et Holopherne (Giuditta e Oloferne)
- 1960 : La Vallée des pharaons (Il sepolcro dei re)
- 1961 : Néfertiti, reine du Nil (Nefertite, regina del Nilo)
- 1962 : Totò contre Maciste (Totò contro Maciste)
- 1962 : Le Cheik rouge (Lo sceicco rosso)
- 1962 : Par le fer et par le feu (Col ferro e col fuoco)
- 1963 : Totò et Cléopâtre (Totò e Cleopatra)
- 1964 : Totò contre le pirate noir (Totò contro il pirata nero)
- 1966 : Pour un dollar de gloire (Per un dollaro di gloria)
- 1967 : Le requin est au parfum (Segretissimo)
- 1967 : Le Retour de Kriminal (Il marchio di Kriminal)
- 1969 : Les Pistoleros de l'Ouest (La morte sull'alta collina)
- 1972 : Giovanni Michelucci (court-métrage)

### Scénariste
- 1945 : La buona fortuna
- 1950 : Brigade volante (Il bivio)
- 1953 : Lulù
- 1954 : Je t'attendrai toujours (it) (Addio mia bella signora)
- 1959 : Erode il grande
- 1959 : Judith et Holopherne (Giuditta e Oloferne)
- 1960 : La Vallée des pharaons (Il sepolcro dei re)
- 1961 : Néfertiti, reine du Nil (Nefertite, regina del Nilo)
- 1963 : Totò et Cléopâtre (Totò e Cleopatra)
- 1966 : Pour un dollar de gloire (Per un dollaro di gloria)
- 1966 : Trois Nuits de violence (Tre notti violente) de Nick Nostro
- 1967 : Bang-Bang (participation au scénario)

### Monteur
- 1943 : Quelli della montagna
- 1945 : La buona fortuna
- 1945 : Aldo dice 26x1
- 1960 : Jeux précoces (Il rossetto) de Damiano Damiani

## Distinctions
- Mostra de Venise 1942 : Médaille pour le meilleur documentaire.
- Charybde d'or au festival du film de Taormine en 1962 pour  Par le fer et par le feu (Col ferro e col fuoco).
- Festival de Cannes 1972 : Sélection officielle court métrage, en compétition pour Giovanni Michelucci.